# كاثارين ر. وليامز
كاثارين ر. وليامز (بالإنجليزية: Catharine R. Williams)‏ (31 ديسمبر 1787، بروفيدنس في الولايات المتحدة - 11 أكتوبر 1872)؛ كاتِبة وشاعرة أمريكية.

## الجوائز
- قاعة مشاهير نساء رود آيلاند للتراث